# 埃伦莫斯
埃伦莫斯是德国巴登-符腾堡州的一个市镇。总面积24.26平方公里，总人口1671人，其中男性867人，女性804人（2011年12月31日），人口密度69人/平方公里。